# Metagovea disparunguis
Metagovea disparunguis - gatunek kosarza z podrzędu Cyphophthalmi i rodziny Neogoveidae.

## Występowanie
Gatunek endemiczny dla Kolumbii. Znany z Rionegro w departamencie Antioquia.